# TANS Perú
TANS Perú (Transportes Aereos Nacionales de Selva) war eine peruanische Fluggesellschaft mit Sitz in Lima. Sie führte nationale Linienflüge durch und unterhielt eine technische Basis am Jorge Chavez International Airport in Lima. Im Januar 2006 wurde ihr die Betriebserlaubnis entzogen.

## Geschichte
TANS – Transportes Aéreos Nacionales de la Selva wurde 1964 von den peruanischen Luftstreitkräften (Fuerza Aérea del Peru) als Transportdivision 42 in Iquitos gegründet, um Verbindungen im östlichen Amazonasbecken zu erschließen. Dafür standen anfangs Douglas DC-3, de Havilland Canada DHC-6 Twin Otter 300 und Pilatus PC-6 Turbo Porter, teils mit Schwimmern ausgerüstet, zur Verfügung. Daneben gehörten auch Hubschrauber wie MBB Bo 105 zur Flotte. Genauere Daten sind auf Grund der damaligen militärischen Geheimhaltung schwer zu evaluieren.
Im Jahr 1991 bestand die Flotte aus 5 PC-6, 5 Bo105 und 9 DHC-6-300. Ab Mai 1992 waren auch bis zu sieben Harbin Yunshuji Y-12 aus China, vergleichbar mit der de Havilland Canada DHC-6 Twin Otter, Teil der Flotte der TANS Perú.
Als die großen peruanischen Airlines Faucett und Aeroperú ihren Betrieb einstellen mussten, wurde am 20. Januar 1998 die Lizenz für TANS ausgeweitet und sie verlegte ihren Firmensitz in die Hauptstadt Lima. Die Armee transferierte eine Fokker 28 und mehrere, eigentlich für sie vorgesehene Boeing 737-200 aus der Transportdivision 8 an die TANS.
Mitte Januar 2006 entzog die peruanische Regierung der staatseigenen Fluggesellschaft auf Grund von Sicherheitsbedenken die Betriebszulassung. Vorausgegangen waren ein Flugunfall mit Todesopfern am 23. August 2005 sowie zwei Notsituationen mit Triebwerksausfällen.

## Flugziele
Die Gesellschaft bediente regelmäßig Arequipa, Cuzco, Iquitos, Juliaca, Lima, Piura, Pucallpa, Puerto Maldonado, Tacna, Tarapoto und Tumbes.

## Flotte

### Flotte bei Betriebseinstellung
(Stand: Januar 2006)
- 4 Boeing 737-200

### Zuvor eingesetzte Flugzeuge
- Boeing 727
- de Havilland Canada DHC-6 Twin Otter
- Douglas DC-3
- Fokker F28
- Pilatus PC-6

## Zwischenfälle
Von 1992 bis zur Betriebseinstellung 2006 kam es bei TANS Peru zu sechs Totalschäden von Flugzeugen. Bei 5 davon kamen 105 Menschen ums Leben. Auszüge:
- Am 27. August 1992 kam es an einer de Havilland Canada DHC-6-300 Twin Otter der TANS Perú (Luftfahrzeugkennzeichen OB-1153) zu einem Leistungsverlust beider Triebwerke. Beim Versuch einer Notlandung bei San Antonio del Estrecho (Peru) stürzte das Flugzeug in den Dschungel. Von den 21 Insassen kamen 8 ums Leben, zwei Besatzungsmitglieder und 6 Passagiere.[2]
- Am 21. Oktober 1992 stürzte eine de Havilland Canada DHC-6-300 Twin Otter der TANS Perú (OB-1155) nach einem Triebwerksausfall in den See Caballochoa (Peru). Von den 11 Insassen kamen 8 ums Leben, ein Besatzungsmitglied und 7 Passagiere.[3]
- Am 9. Januar 2003 wurde eine Fokker F28-1000 während des Anflugs auf Chachapoyas gegen einen Berg geflogen. Alle 46 Insassen kamen bei dem Unfall ums Leben.
- Am 23. August 2005 verunglückte eine Boeing 737-200 auf dem Flug von Lima nach Iquitos während eines Hagelsturms vor der Zwischenlandung in Pucallpa. Von den 98 Personen an Bord überlebten 58 den Unfall (siehe auch TANS-Perú-Flug 204).[4]